# Mityiscsi
Mityiscsi (oroszul Мытищи) az ötödik legnagyobb város a Moszkvai területen, Oroszországban. Moszkvától északkeletre fekszik, a Jauza folyó és a Moszkva–Jaroszlavl vasútvonal mentén. Fontos ipari központ, itt található a metrószerelvényeket gyártó Metrovagonmas gépgyár. Itt épült Oroszország első vízműve, amely a Kremlt látta el tiszta vízzel.
Lakossága: 173 160 fő (a 2010. évi népszámláláskor).

## Története
A 8–9. században telepedtek meg Mityiscsi területén az első szláv törzsek. A 11-13. században már egy tucat hasonló település létezett a környéken. Először 1460-ban említették, a 19. század közepéig Nagy-Mityiscsi néven ismerték. A falu története szorosan kapcsolódott a Jauza folyó mellett található kikötőhöz, fontos folyami kereskedőállomás és vámszedőhely volt. A település a vámnak köszönhetően kapta nevét, amit ekkor mit-nek (мыт) neveztek. A gépgyár megalapítása óta a fejlődés felgyorsult, a sztálini iparosítás és a második világháború utáni szovjet urbanizáció következtében jelentős fejlődésen ment keresztül.

## Népesség
| 1917 | 1926 | 1939 | 1959 | 1964 | 1970 | 1979 | 1992  | 2007  | 2010  |
| ---- | ---- | ---- | ---- | ---- | ---- | ---- | ----- | ----- | ----- |
| 7    | 10,6 | 60,1 | 98,7 | 111  | 119  | 141  | 154,1 | 162,7 | 173,2 |

## Testvérvárosai
- Ukrajna: Csernyihiv
- Csehország: Nymburk
- Bulgária: Gabrovo
- Fehéroroszország: Baranavicsi, Bariszav, Szmilavicsi, Zsodzina
- Litvánia: Panevėžys
- Lengyelország: Płock

## Külső hivatkozások
- Mityiscsi hivatalos honlapja (orosz)
- Mityiscsi nem hivatalos honlapja (orosz)